# Bikahangyaformák

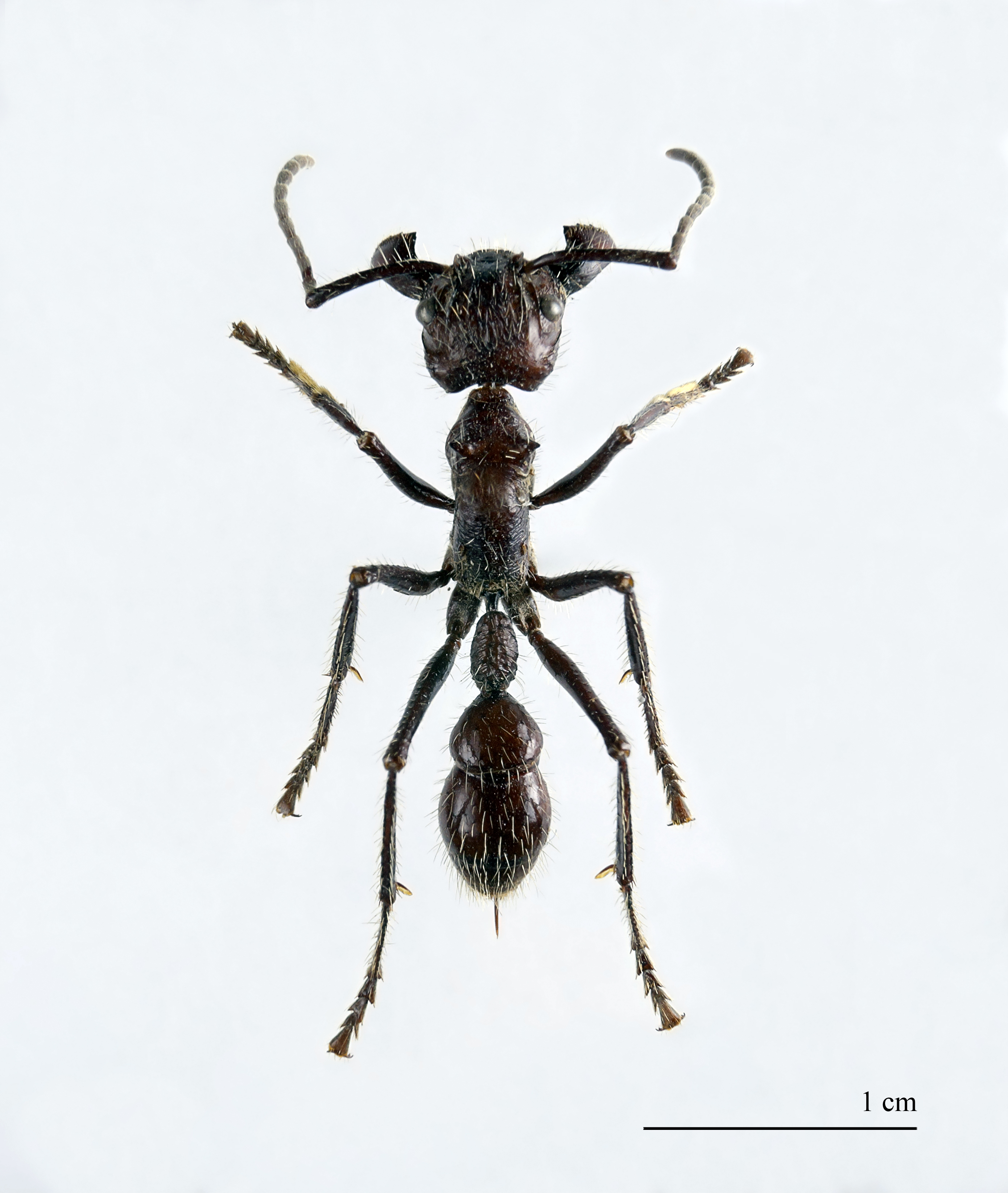
Trópusi bikahangya (Paraponera clavata) fölülnézetben

A bikahangyaformák (Paraponerinae) a hártyásszárnyúak (Hymenoptera) fullánkosdarázs-alkatúak (Apocrita) alrendjébe sorolt hangyák (Formicidae) családjának egyik kis alcsaládja egyetlen nem egy recens és egy kihalt fajával.

## Rendszertani felosztásuk
Az alcsalád egyetlen neme a bikahangya (Paraponera) nem egy recens és egy kihalt fajjal:
- trópusi bikahangya[1] (Paraponera clavata)
- †Paraponera dieteri